# 信徒使徒職
信徒使徒職（しんとしとしょく　英語:The Lay Apostolate)とは、カトリック教会の一般信徒の活動に対する定義である。一般信徒も洗礼と堅信の秘跡によって社会の福音化のために派遣された使徒であるとし、全ての一般信徒が、イエス・キリストから任命され、派遣された使徒でもあるとするものである。これにより、聖職者、修道者以外の一般信徒も、積極的に布教・奉仕等の教会活動に参加するものとする。これは、カトリック教会の第2バチカン公会議 (1962年～1965年)で採決された「信徒使徒職教令」に基づく。

## 経過

### カトリック・アクションの時代
西欧の18世紀末のフランス革命以降に進んだ政教分離のため、合理主義及び産業革命等の影響もあり、一般層の教会離れが一挙に進んだ。
このため、教会における役割が聖職者だけでは応対できず、一般信徒もその役割の中に含めるべきであるとの認識がうまれ、教皇ピウス11世は「位階制度（司教）の使徒職への信徒の参与」を提唱した。具体的には一般信徒の活動団体が司教の「委任」を受け、その指導下におかれる。これは「カトリック・アクション」と呼ばれた。

### 信徒使徒職
一方では、「信徒神学」が生まれ、それが発展するに伴い、司教から委任される形式の「カトリック・アクション」の定義とは異なる「信徒使徒職」の定義が生まれる。第2バチカン公会議においては、この流れを組み、信徒の使徒職は主キリストご自身から授けられる信徒固有の使徒職でなければならないとする」

◎「信徒の定義　第31条」
信徒とは、
(1)叙階の秘跡を受けた者、教会の中で認められた修道身分に属する者以外の全てのキリスト者
(2)洗礼を受けたキリスト者
- それによって神の民のメンバーとなり、
- 自分たちの身分においてキリストの司祭職・預言職・王職に参与する者
- 自分の本文に応じて、キリストを信じる民全体の使命を
- 果たしていくキリスト者

「信徒使徒職に関する教令３」
「信徒は使徒職を行う権利と義務を、かしらであるキリストとの一致から得ている。信徒は洗礼によってキリストの神秘体の肢体となり、堅信によって聖霊の力に強められ、主ご自身から使徒職に任じられている。信徒が王的祭司職および聖なる民として聖別されているのは、すべての行動を霊的ないけにえとしてささげ、地上いずこにおいてもキリストのあかしとなるためである。諸秘跡、なかでも至聖なる聖体の秘跡によって、全使徒職の魂とも言うべき愛が授けられ養われる」
第2バチカン公会議までのカトリック教会は、主な活動の主体が聖職者や修道者たちであり、信徒は指導される立場というのが原則であった。
それが、洗礼・堅信の秘跡により、信徒も、宣教活動、典礼活動、司牧活動に、信徒の固有の任務と役割をはたして参加するように方向付けが与えられた。

1. 
2. 
3. 
4. 

- カトリック福岡司教区信徒使徒職協議会